# Palazzo dei Congressi (Riccione)
Il Palariccione - Palazzo dei Congressi si trova a Riccione, in provincia di Rimini, in viale Virgilio.

## Storia e descrizione
I lavori per la sua edificazione, avviati nel 1999, si sono conclusi con l'inaugurazione il 24 maggio 2008. Autori della struttura sono gli architetti Alessandro Anselmi, Carlo e Piero Gandolfi e lo Studio Passarelli. Consiste in una struttura dal design moderno interamente realizzata in acciaio e vetro. Le pareti perimetrali sono trattate con materiali acusticamente assorbenti.
Dispone di due piani interrati adibiti a parcheggi e di un'area commerciale ad uso non congressuale a piano terra. Nel primo piano vi è l'ampio ingresso con i servizi d'accoglienza, bar, reception, internet point, guardaroba, area relax e desk informativi. Il livello successivo, il secondo, ospita sei sale cinematografiche digitali. Cinque sale congressuali sono invece distribuite tra il terzo e il quarto livello, con una capacità complessiva di 2.500 persone. I nomi delle sale sono quelli delle donne più rappresentative della famiglia Malatesta. La più grande tra le aule è la sala Concordia, con una capacità di 1.400 posti a sedere e una superficie di 1.800 m². Caratteristico di questa sala è il sistema di poltrone a scomparsa brevettato da Poltrona Frau, che le fa scomparire nel pavimento mediante un meccanismo motorizzato in meno di cinque minuti, ottenendo quindi un grande ambiente multifunzionale. Tutte le sale sono divisibili in altrettante più piccole, capaci di accogliere fino a 40 persone per sala. Il quinto livello, chiamato Riccione City Eye, consiste in uno spazio panoramico circondato da pareti di vetro, utilizzato per colazioni di lavoro, cene e happening.
La struttura congressuale di alto livello si inserisce con grande sinergia nel contesto turistico-economico della città, i cui punti di forza sono da sempre la professionalità e rinomata qualità della sua offerta, ampiamente apprezzata sia a livello nazionale che internazionale in quanto sinonimo di efficienza, organizzazione e ospitalità.
La gestione del Palariccione è a cura della New Palariccione Srl, società mista pubblico-privata, la cui mission è sviluppare l’attività congressuale attraverso l’offerta di quello che possiamo chiamare il sistema Riccione, mettendo tutto quello che può offrire questo territorio a disposizione dei congressisti e del loro evento.